# Olympische Jugend-Winterspiele 2012/Teilnehmer (Kroatien)
| Gelbes Symbol für Goldmedaillen mit stilisierten Olympischen Ringen | Graues Symbol für Silbermedaillen mit stilisierten Olympischen Ringen | Braundes Symbol für Bronzemedaillen mit stilisierten Olympischen Ringen |
| ------------------------------------------------------------------- | --------------------------------------------------------------------- | ----------------------------------------------------------------------- |
| —                                                                   | —                                                                     | —                                                                       |

Kroatien nahm an den Olympischen Jugend-Winterspielen 2012 in Innsbruck mit neun Athleten in sechs Sportarten teil.

## Sportarten

### Biathlon
| Athleten    | Wettbewerb       | Zeit (Schießfehler) | Rang |
| ----------- | ---------------- | ------------------- | ---- |
| Jungen      |                  |                     |      |
| Matej Burić | 7,5 km Sprint    | 21:28,3 min (2)     | 19   |
| Matej Burić | 10 km Verfolgung | 32:55,8 min (6)     | 21   |

### Eishockey
| Athleten       | Wettbewerb       | Qualifikation | Qualifikation | Finale | Finale |
| Athleten       | Wettbewerb       | Punkte        | Rang          | Punkte | Rang   |
| -------------- | ---------------- | ------------- | ------------- | ------ | ------ |
| Jungen         |                  |               |               |        |        |
| Matija Miličić | Skills-Challenge | 11            | 8             | 14     | 6      |

### Rennrodeln
| Athleten    | Wettbewerb | Durchgang 1 | Durchgang 2 | Gesamt       | Gesamt |
| Athleten    | Wettbewerb | Zeit        | Zeit        | Zeit         | Rang   |
| ----------- | ---------- | ----------- | ----------- | ------------ | ------ |
| Mädchen     |            |             |             |              |        |
| Ema Bago    | Einsitzer  | 42,351 s    | 42,379 s    | 1:24,730 min | 22     |
| Petra Petko | Einsitzer  | 42,094 s    | 41,780 s    | 1:23,874 min | 21     |

### Ski Alpin
| Athleten      | Wettbewerb   | Durchgang 1 | Durchgang 2 | Gesamt      | Gesamt |
| Athleten      | Wettbewerb   | Zeit        | Zeit        | Zeit        | Rang   |
| ------------- | ------------ | ----------- | ----------- | ----------- | ------ |
| Jungen        |              |             |             |             |        |
| Istok Rodeš   | Super-G      |             |             | DNF         | DNF    |
| Istok Rodeš   | Riesenslalom | 57,82 s     | 56,64 s     | 1:54,46 min | 6      |
| Istok Rodeš   | Slalom       | 41,15 s     | 40,84 s     | 1:21,99 min | 9      |
| Istok Rodeš   | Kombination  | 1:05,51 min | 37,70 s     | 1:43,21 min | 9      |
| Mädchen       |              |             |             |             |        |
| Saša Tršinski | Super-G      |             |             | 1:07,07 min | 12     |
| Saša Tršinski | Riesenslalom | 59,40 s     | 1:00,16 min | 1:59,56 min | 11     |
| Saša Tršinski | Slalom       | 41,95 s     | DNF         | -           | -      |
| Saša Tršinski | Kombination  | 1:06,93 min | 38,28 s     | 1:45,21 min | 14     |

### Skilanglauf
| Athleten          | Wettbewerb      | Qualifikation | Qualifikation | Viertelfinale      | Viertelfinale      | Halbfinale         | Halbfinale         | Finale             | Finale             |
| Athleten          | Wettbewerb      | Zeit          | Rang          | Zeit               | Rang               | Zeit               | Rang               | Zeit               | Rang               |
| ----------------- | --------------- | ------------- | ------------- | ------------------ | ------------------ | ------------------ | ------------------ | ------------------ | ------------------ |
| Jungen            |                 |               |               |                    |                    |                    |                    |                    |                    |
| Krešimir Crnković | 10 km klassisch |               |               |                    |                    |                    |                    | 33:27,4 min        | 32                 |
| Krešimir Crnković | Sprint          | 1:54,08 min   | 35            | nicht qualifiziert | nicht qualifiziert | nicht qualifiziert | nicht qualifiziert | nicht qualifiziert | nicht qualifiziert |
| Mädchen           |                 |               |               |                    |                    |                    |                    |                    |                    |
| Rea Raušel        | 5 km klassisch  |               |               |                    |                    |                    |                    | 16:59,1 min        | 25                 |
| Rea Raušel        | Sprint          | 2:15,16 min   | 35            | nicht qualifiziert | nicht qualifiziert | nicht qualifiziert | nicht qualifiziert | nicht qualifiziert | nicht qualifiziert |

### Snowboard

#### Halfpipe
| Athleten           | Wettbewerb | Qualifikation | Qualifikation | Qualifikation | Halbfinale         | Halbfinale         | Halbfinale         | Finale             | Finale             | Finale             |
| Athleten           | Wettbewerb | Durchgang 1   | Durchgang 2   | Rang          | Durchgang 1        | Durchgang 2        | Rang               | Durchgang 1        | Durchgang 2        | Rang               |
| ------------------ | ---------- | ------------- | ------------- | ------------- | ------------------ | ------------------ | ------------------ | ------------------ | ------------------ | ------------------ |
| Mädchen            |            |               |               |               |                    |                    |                    |                    |                    |                    |
| Paulina Berislavić | Halfpipe   | 8,75 Punkte   | 5,75 Punkte   | 16            | nicht qualifiziert | nicht qualifiziert | nicht qualifiziert | nicht qualifiziert | nicht qualifiziert | nicht qualifiziert |

#### Slopestyle
| Athleten           | Wettbewerb | Qualifikation | Qualifikation | Qualifikation | Finale             | Finale             | Finale             |
| Athleten           | Wettbewerb | Durchgang 1   | Durchgang 2   | Rang          | Durchgang 1        | Durchgang 2        | Rang               |
| ------------------ | ---------- | ------------- | ------------- | ------------- | ------------------ | ------------------ | ------------------ |
| Mädchen            |            |               |               |               |                    |                    |                    |
| Paulina Berislavić | Slopestyle | 10,25 Punkte  | 19,50 Punkte  | 13            | nicht qualifiziert | nicht qualifiziert | nicht qualifiziert |